# Réduction de données
En sciences, on appelle réduction de données la transformation de données issues d'observations, dites données brutes, en données qui peuvent servir directement pour une analyse, dites données réduites ou produits de la réduction. Aujourd'hui, on utilise souvent un logiciel de réduction de données pour ce faire.

## Exemples

### En astronomie
- Méthode des vitesses radiales (spectroscopie Doppler) : transformation du spectre électromagnétique mesuré d'un objet en sa vitesse radiale.
- Astrométrie : transformation d'une image en la position relative (séparation et orientation) de deux objets.